# Fonologia, fonetica și prozodia limbii franceze
Acest articol tratează despre sistemul fonologic, fenomenele fonetice și prozodia limbii franceze standard.
Aspectul sonor al limbii franceze prezintă următoarele caracteristici generale:
- Articularea sunetelor se face cu o tensiune musculară mare și constantă, ceea ce determină în principal o mare stabilitate a timbrului sunetelor.
- În franceză sunt preponderente sunetele cu loc de articulare anterior.
- Sunt preponderente silabele deschise (55%)[1] față de cele închise, ceea ce conferă francezei un caracter de limbă foarte vocalică, deci clară și sonoră[2].
- Vorbirea este segmentată în grupuri ritmice, a căror unitate este asigurată de un singur accent principal, de înlănțuirea (enchaînement) consonantică și vocalică, de elidare și de legătură (liaison).
- Ritmul vorbirii se caracterizează prin periodicitatea relativ regulată a silabelor accentuate și neaccentuate, prin egalitatea de durată și de intensitate a acestora și prin numărul nici prea mic, nici prea mare de silabe dintr-un grup ritmic (3-7)[3].

## Foneme

### Consoane
Fonemele consonantice ale limbii franceze sunt:
| Oclusive         | p b |     | t d |     |     |   |   | k ɡ |   |   |
| Fricative        |     | f v |     | s z | ʃ ʒ |   |   |     |   | ʁ |
| Sonante          |     |     |     |     |     | j | ɥ |     | w |   |
| Sonantă laterală |     |     |     | l   |     |   |   |     |   |   |
| Nazale           | m   |     | n   |     |     | ɲ |   | ŋ   |   |   |

Observații:
1. Acolo unde în tabel consoanele apar în perechi, cea din stânga este surdă, iar cea din dreapta – sonoră.
2. Datorită tensiunii musculare mari și constante ce caracterizează articularea în franceză, consoanele și grupurile de consoane ([pr], [br], [dr] etc.) sunt nete. Ele rămân la fel de la începutul articulării până la sfârșitul ei, consoanele sonore rămânând sonore, iar cele finale pronunțându-se ca și cum ar fi urmate de o vocală.
3. La consoane, tendința de anterioritate în articulare se manifestă, de exemplu, prin faptul că fonemele /t/, /d/ și /n/ sunt realizate dental. Aceste realizări se notează de fapt [t̪], [d̪], respectiv [n̪], dar, pentru simplificare, le notăm cu aceleași simboluri ca fonemele.
4. /j/, /ɥ/ și /w/ sunt consoane din punct de vedere fonologic, dar din punct de vedere fonetic sunt considerate și semivocale sau semiconsoane, modul lor de articulare fiind între cel al consoanelor fricative și cel al vocalelor[4]. Sunt tratate mai jos, în secțiunea Semivocale și diftongi.
5. [ʁ] uvular este doar una din realizările fonemului /r/, cea reținută de franceza standard.
6. /ŋ/ se găsește numai în cuvinte împrumutate, de exemplu camping [kɑ̃.piŋ].
7. Consoana /ɲ/ tinde să fie înlocuită de grupul [nj][5].
8. Consoanele [t], [d], [k] și [ɡ] prezintă o tendință de palatalizare[6]: direct [dʲiʁɛkt], quatre [kʲatʁ] „patru”.
9. Aproape toate consoanele franceze se găsesc cu aceleași trăsături și în limba română. /ɲ/ nu se găsește în româna standard, dar există în graiurile din Transilvania, Maramureș și Banat, de exemplu în cuvântul „bine” [biɲe]. [r] vibrant alveolar ca în română există în unele variante regionale ale francezei, în schimb, în română nu există [ʁ] uvular. Cu totul străină românei este sonanta palatală labială /ɥ/.

Consoanele în cuvinte:
| Consoană | Exemplu | Exemplu | Traducere | Consoană | Exemplu | Exemplu  | Traducere |
| -------- | ------- | ------- | --------- | -------- | ------- | -------- | --------- |
| /m/      | mou     | [mu]    | moale     | /n/      | nous    | [nu]     | noi       |
| /ɲ/      | agneau  | [a.ɲo]  | miel      | /ŋ/      | parking | [paʁkiŋ] | parcare   |
| /p/      | pou     | [pu]    | păduche   | /b/      | boue    | [bu]     | noroi     |
| /t/      | tout    | [tu]    | tot       | /d/      | doux    | [du]     | dulce     |
| /k/      | cou     | [ku]    | gât       | /ɡ/      | goût    | [ɡu]     | gust      |
| /f/      | fou     | [fu]    | nebun     | /v/      | vous    | [vu]     | voi       |
| /s/      | sous    | [su]    | sub       | /z/      | zoo     | [zoo]    | zoo       |
| /ʃ/      | chou    | [ʃu]    | varză     | /ʒ/      | joue    | [ʒu]     | obraz     |
| /l/      | loup    | [lu]    | lup       | /ʁ/      | roue    | [ʁu]     | roată     |

#### Cantitatea consoanelor
În ortografia franceză, consoanele duble sunt foarte frecvente, fără să corespundă în general unor consoane lungi în pronunțare. Sunt totuși cazuri când consoanele se pronunță lung. Sunt două tipuri de alungire a consoanelor, unul general, de natură combinatorie (adică depinzând de vecinătatea fonetică), și unul individual, de natură subiectivă.
Alungirea combinatorie a consoanei
De exemplu, la verbele cu radicalul terminat în r și care au infinitivul cu sufixul -ir (courir „a alerga”, mourir „a muri” etc.), la formarea viitorului simplu și a condiționalului prezent cade i-ul sufixului, ceea ce provoacă întâlnirea a doi r, de unde rezultă [ʁː] lung: je courrai [ʒǝ.ku.ʁːe] „voi alerga”, il/elle mourra [mu.ʁːa] „va muri”. Aceasta permite diferențierea formei lor de condițional prezent de cea de indicativ imperfect:
- je courrais „aș alerga” (condițional prezent) vs. je courais „alergam” (indicativ imperfect);
- il/elle mourrait „ar muri” (condițional prezent) vs. il/elle mourait „murea” (indicativ imperfect).

La fel se diferențiază indicativul imperfect și prezent, persoanele I și a II-a plural ale verbelor cu radicalul terminat în [wa]: nous croyions [nu.krwa.jːɔ̃] „(noi) credeam” (indicativ imperfect) vs. nous croyons [nu.kʁwa.jɔ̃] „credem”.
Tot combinatorie este alungirea consoanei la întâlnirea a două consoane identice, una la sfârșit de cuvânt, a doua la începutul cuvântului următor: pour réparer [puʁːepaʁe] „pentru a repara”, cette table [sɛtːabl] „masa aceasta”. Și în acest caz se pot produce opoziții, de exemplu între elle a dit [ɛ.la.di] „ea a spus” vs. elle l’a dit [ɛlːa.di] „ea a spus-o”.
Din cauza labilității lui /ǝ/ (adică a posibilității ca aceasta să cadă, vezi mai jos, în secțiunea Vocale), unele cuvinte în care /ǝ/ este între două ocurențe ale aceleiași consoane, sunt pronunțate cu consoana rostită de două ori scurt cu /ǝ/ între ele dacă se vorbește relativ lent și bine articulat, dar cu aceeași consoană rostită o dată și alungită, dacă se vorbește relativ repede și mai puțin bine articulat. Cele două pronunțări țin și de varietăți regionale. În sudul Franței este mai frecventă prima, în nordul ei – a doua: Exemple:
- là-dedans [la.dǝ.dɑ̃] și [ladːɑ̃] „înăuntru”;
- honnêteté [ɔ.nɛ.tǝ.te] și [ɔ.nɛtːe] „cinste, onestitate”.

Alungirea individuală a consoanei afectează în primul rând consoane duble în scris, pronunțarea fiind influențată de acest lucru. Exemple:
- inné [i.ne] sau [inːe] „înnăscut”;
- immortel [i.mɔʁ.tɛl] sau [imːɔʁ.tɛl] „nemuritor”, grammaire [ɡʁa.mɛ:ʁ] sau [ɡʁamːɛ:ʁ] „gramatică”;
- illisible [i.li.zibl] sau [ilːi.zibl] „de necitit”, illusion [i.ly.zjɔ̃] sau [ilːy.zjɔ̃] „iluzie”, intelligence [ɛ̃.te.li.ʒɑ̃s] sau [ɛ̃.telːi.ʒɑ̃s] „inteligență”;
- irresponsable [i.ʁɛs.pɔ̃.sabl] sau [iʁːɛs.pɔ̃.sabl] „iresponsabil”.
- addition [a.di.sjɔ̃] sau [adːi.sjɔ̃] „adunare” (aritmetică).

Asemenea alungire poate fi emfatică, în cazul accentuării inițiale (vezi mai jos secțiunea Accentuarea).
Alungirea emfatică poate afecta și consoane scrise simplu, tot din cauza accentuării inițiale. Exemple: Formidable ! [fːɔʁ.mi.dabl] „Formidabil!”, Épouvantable ! [e.pːu.vɑ̃.tabl] „Îngrozitor!”

#### Asimilări
La contactul dintre consoane pot avea loc diferite fenomene de asimilare. Există mai multe tipuri de asimilare:
- Prin asimilare regresivă (cea mai frecventă în franceză), o consoană își transferă cel puțin o caracteristică celei dinaintea ei. De exemplu, dacă prima este sonoră, iar a doua surdă, aceasta o desonorizează pe prima: absent [apsɑ̃], un vague sentiment [œ̃vaksɑ̃timɑ̃]. Dimpotrivă, o consoană sonoră o sonorizează pe cea surdă dinaintea ei: anecdote [anɛɡdɔt].
- Prin asimilare progresivă, o consoană o influențează pe cea de după ea. De exemplu, cheveu „fir de păr” cu menținerea lui [ə] (vezi mai jos Vocala /ə/) se pronunță [ʃəvø], dar prin căderea acestei vocale, pronunțarea devine [ʃfø], cu desonorizarea lui [v] de către [ʃ].

Din alt punct de vedere, asimilarea poate fi:
- directă, când consoanele sunt vecine în interiorul unui cuvânt sau la contactul dintre două cuvinte dintr-un grup ritmic, ca în exemplele date pentru asimilarea regresivă, sau
- indirectă, când consoanele devin învecinate prin căderea unui sunet dintre ele, ca în exemplele pentru asimilarea progresivă.

### Vocale
Sistemul fonologic francez cuprinde 16 vocale:
| Grad de deschidere | Grad de anterioritate | Grad de anterioritate | Grad de anterioritate | Grad de anterioritate | Grad de anterioritate |
| Grad de deschidere | Anterioare            | Anterioare            | Centrală              | Posterioare           | Posterioare           |
| Grad de deschidere | nerotunjite           | rotunjite             | Centrală              | nerotunjite           | rotunjite             |
| ------------------ | --------------------- | --------------------- | --------------------- | --------------------- | --------------------- |
| Închise            | i                     | y                     |                       |                       | u                     |
| Semiînchise        | e                     | ø                     |                       |                       | o                     |
| Mijlocie           |                       |                       | ə                     |                       |                       |
| Semideschise       | ɛ, ɛ̃                  | œ, œ̃                  |                       |                       | ɔ, ɔ̃                  |
| Deschise           | a                     |                       |                       | ɑ, ɑ̃                  |                       |

Observații:
1. Tensiunea musculară mare și constantă cu care se articulează vocalele în franceză face ca acestea să fie la fel de clare atât în silabele accentuate, cât și în cele neaccentuate, și să sune în cuvinte la fel ca atunci când sunt pronunțate izolat. Tensiunea musculară se menține la fel pe toată durata vocalei, astfel că aceasta nu-și schimbă timbrul.
2. În mod normal, vocalele încep net, dar progresiv, și se termină net, fără stop glotal, deci nu dur.
3. Articularea preponderent anterioară se manifestă la vocale nu numai prin faptul că 10 din 16 sunt anterioare, ci și prin aceea că frecvența de utilizare a celor anterioare este foarte mare (78%) față de cea a vocalelor posterioare (22%)[9].
4. Franceza are 3 vocale identice cu vocale ale românei: /i/, /u/ și /o/.
5. Vocalele /e/ și /a/ sunt asemănătoare cu corespondentele din română, doar că în română e este mijlocie, iar a este centrală.
6. Vocala /ə/ din franceză este mai apropiată de /œ/ decât cea din română notată cu același simbol AFI și redată prin „ă”.
7. Vocalele /ø/ și /y/ din franceză sunt pronunțate ca atare și în cuvinte străine folosite în română, ca bleu, respectiv führer.
8. Opt foneme vocalice franceze sunt străine limbii române standard: /ɛ/, /ɛ̃/, /œ/, /œ̃/, /ɔ/, /ɔ̃/, /ɑ/ și /ɑ̃/.
9. Pe lângă vocale orale, franceza are și vocale nazale. Patru vocale orale au corespondentă nazală: /ɛ/ – /ɛ̃/, /œ/ – /œ̃/, /ɔ/ – /ɔ̃/ și /ɑ/ – /ɑ̃/.
10. În franceză există trei perechi de vocale opuse prin gradul de deschidere: semiînchise pe de o parte, semideschise pe de altă parte (/e/ – /ɛ/, /ø/ – /œ/ și /o/ – /ɔ/), însă această opoziție are în relativ puține cazuri valoare funcțională, adică de a distinge sensul unor cuvinte numai prin gradul de deschidere al unei vocale.
11. Altă pereche poate fi considerată din punctul de vedere al gradului de anterioritate: /a/ anterior – /ɑ/ posterior, dar și aceasta are o valoare funcțională redusă.

Vocalele în cuvinte:
| Vocală | Exemplu | Exemplu | Traducere      |
| ------ | ------- | ------- | -------------- |
| /i/    | si      | [si]    | dacă           |
| /e/    | fée     | [fe]    | zână           |
| /ɛ/    | fait    | [fɛ]    | fapt           |
| /ə/    | je      | [ʒə]    | eu             |
| /œ/    | sœur    | [sœːʁ]  | soră           |
| /ø/    | jeu     | [ʒø]    | joc            |
| /y/    | su      | [sy]    | știut          |
| /u/    | sous    | [su]    | sub            |
| /o/    | sot     | [so]    | prost          |
| /ɔ/    | sort    | [sɔːʁ]  | soartă         |
| /a/    | patte   | [pat]   | labă           |
| /ɑ/    | pâte    | [pɑːt]  | pastă          |
| /ɑ̃/    | sans    | [sɑ̃]    | fără           |
| /ɔ̃/    | son     | [sɔ̃]    | său            |
| /œ̃/    | brun    | [bʁœ̃]   | brun           |
| /ɛ̃/    | brin    | [bʁɛ̃]   | fir (de iarbă) |

Vocalismul francezei curente actuale prezintă unele tendințe de îndepărtare de vocalismul standard, prezente în mod diferit de la regiune la regiune. Astfel, există o serie de opoziții care tind să dispară, anume cele care au o valoare funcțională redusă: 
- /ɑ/ posterior se apropie de /a/ anterior. Opoziția dintre ele se menține mai mult în franceza din Québec, de exemplu în perechile minimale (adică cuvinte al căror sens se diferențiază printr-un singur fonem) patte (cu /a/) „labă” vs. pâte (cu /ɑ/) „pastă” și tache „pată” vs. tâche „sarcină, îndatorire”. În franceza standard, această opoziție tinde să dispară.[10]
- Distincția dintre /ə/ și /ø/, de exemplu în je (cu /ə/) „eu” vs. jeu (cu /ø/) „joc” și ce „acest” vs. ceux „cei”, se menține de asemenea mai mult în Québec.
- În jumătatea de nord a Franței, practic a dispărut fonemul /œ̃/ în favoarea lui /ɛ̃/, deci brun „brun” se pronunță ca brin „fir (de iarbă)”, dar cele două foneme se disting în jumătatea de sud a Franței, în Belgia și în Québec[11].
- Și opoziția vocală semiînchisă vs. semideschisă tinde să dispară în unele regiuni. Astfel: /o/ și /ɔ/ (côte „coastă” vs. cote „cotă”), /ø/ și /œ/ [jeûne „post” (renunțare la hrană) vs. jeune „tânăr”], /e/ și /ɛ/ (thé „ceai” vs. taie „față de pernă”) sunt omofone în sudul Franței, dar opoziția se menține în nordul Franței și în Belgia[12].

#### Vocala /ə/
Această vocală prezintă particularitatea de a fi pronunțată sau de a cădea în același cuvânt. Până la un anumit moment din istoria limbii franceze a fost totdeauna pronunțată și până azi se notează în scris cu litera e. Pronunțarea sau nepronunțarea acestei vocale depinde de diverși factori:
- Vecinătatea fonetică face să se pronunțe sau nu /ə/. Dacă este precedată de două consoane, atunci se pronunță, de exemplu în cuvântul petit „mic” precedat de un cuvânt cu finală consonantică: sept petites [sɛt pə.tit] „șapte micuțe”. Dacă însă cuvântul precedent se termină cu o vocală, nu se pronunță /ə/ în franceza standard: la petite [la.ptit] „micuța”.
- Cu cât debitul vorbirii este mai mare, cu atât mai frecventă este nepronunțarea lui /ə/, și invers. Dacă vorbitorului i se pare că destinatarul comunicării riscă să nu înțeleagă ce spune, vorbirea lui va fi mai lentă și mai bine articulată decât de obicei, și va pronunța /ə/ și în la petite [la.pətit].
- În versuri se pronunță multe /ə/-uri care în alte situații nu se pronunță, din necesitatea de a avea numărul de silabe cerut de regulile de versificație aplicate. De altfel, în regulile ortografice de despărțire în silabe, litera e numită „mută” contează ca nucleu de silabă, chiar dacă nu se pronunță. În cântece se pronunță chiar și e-urile finale de cuvânt și urmate de o pauză.
- În unele regiuni, precum sudul Franței, /ə/ este pronunțat mult mai frecvent decât în nord, indiferent de registrul de limbă[13].
- În regiuni precum nordul Franței, unde pronunțarea lui /ə/ este în general mai rară, în registrul de limbă elevat se pronunță mai frecvent decât în cel familiar[14].

#### Cantitatea vocalică
Practic, în franceză nu se disting cuvinte numai prin diferența de cantitate vocalică. Doar prin cea dintre /ɛ/ și /ɛː/ se disting unele cuvinte (de exemplu mettre [mɛtʁ] „a pune” vs. maître [mɛːtʁ] „stăpân, maestru”), dar și această diferență tinde să dispară. În schimb există mai multe perechi de cuvinte monosilabice în care vocalele au un timbru apropiat, diferență la care se adaugă cea de cantitate, opoziție cu atât mai necesară, cu cât diferențele de timbru tind să dispară:
- diferență de deschidere + de cantitate: cote [kɔt] „cotă” vs. [koːt] „coastă”, jeune [ʒœn] „tânăr” vs. jeûne [ʒøːn] „post” (religios), ce [sə] „acest” vs. ceux [søː] „cei”;
- /a/ vs. /ɑ/: mal [mal] „rău” vs. mâle [mɑːl] „mascul”.

În afară de /e/ și /ə/, toate vocalele pot fi lungi și scurte, din motive combinatorice:
- Toate se alungesc în silabă accentuată închisă de una din consoanele /v/, /z/, /ʒ/ sau /ʁ/, ori de grupul /vʁ/. Exemple: crise [kʁiːz] „criză”, livre [liːvʁ] „carte (de citit)”.
- Vocalele /o/, /ø/, /ɑ/ și cele nazale se alungesc și în silabă accentuată închisă de orice consoană: il/elle saute [soːt] „(el/ea) sare”, meute [møːt] „haită”, pâte [pɑːt] „pastă”, chante [ʃɑ̃ːt] „cântă”.

Tabelele de mai jos prezintă comportarea vocalelor din punctul de vedere al cantității, în silabă accentuată, în funcție de caracterul închis sau deschis al acesteia, și de consoana care le urmează în silabă închisă.
Vocale alungite numai de /v/, /z/, /ʒ/, /ʁ/ și /vʁ/:
| Vocală | În silabă închisă                          | În silabă închisă                       | În silabă deschisă    |
| Vocală | înaintea unei consoane care nu o alungește | înaintea unei consoane care o alungește | În silabă deschisă    |
| ------ | ------------------------------------------ | --------------------------------------- | --------------------- |
| /i/    | habite [a.bit] „locuiește”                 | livre [liːvʁ] „carte (de citit)”        | habit [a.bi] „haină”  |
| /ɛ/    | faites [fɛt] „faceți”                      | faire [fɛːʁ] „a face”                   | fait [fɛ] „făcut”     |
| /œ/    | jeune [ʒœn] „tânăr(ă)”                     | œuvre [œːvʁ] „operă, creație”           | —                     |
| /y/    | débute [de.byt] „debutează”                | juge [ʒyːʒ] „judecător”                 | début [de.by] „debut” |
| /u/    | bourse [buʁs] „bursă”                      | blouse [bluːz] „bluză”                  | bout [bu] „capăt”     |
| /ɔ/    | sotte [sɔt] „proastă”                      | mort [mɔːʁ] „moarte”                    | —                     |
| /a/    | rate [ʁat] „splină”                        | rage [ʁaːʒ] „turbare”                   | rat [ʁa] „șobolan”    |

Vocale alungite de orice consoană:
| Vocală | În silabă închisă                | În silabă închisă              | În silabă deschisă         |
| ------ | -------------------------------- | ------------------------------ | -------------------------- |
| /ø/    | jeûne [ʒøːn] „post” (religios)   | joyeuse [ʒwa.jøːz] „bucuroasă” | joyeux [ʒwa.jø] „bucuros”  |
| /o/    | il saute [soːt] „(el) sare”      | rose [ʁoːz] „trandafir”        | saut [so] „săritură”       |
| /ɑ/    | appâte [a.pɑːt] „momește”        | il rase [ʁɑːz] „(el) rade”     | appât [a.pɑ] „momeală”     |
| /ɑ̃/    | bande [bɑ̃ːd] „bandă”             | genre [ʒɑ̃ːʁ] „gen”             | gens [ʒɑ̃] „oameni”         |
| /ɔ̃/    | réponse [ʁe.pɔ̃ːs] „răspuns”      | éponge [e.pɔ̃ːʒ] „burete”       | répond [ʁe.pɔ̃] „răspunde”  |
| /œ̃/    | emprunte [ɑ̃.pʁœ̃ːt] „ia împrumut” | jungle [ʒœ̃ːɡl] „junglă”        | emprunt [ɑ̃.pʁœ̃] „împrumut” |
| /ɛ̃/    | crainte [kʁɛ̃ːt] „teamă”          | quinze [kɛ̃ːz] „cincisprezece”  | craint [krɛ̃] „se teme”     |

### Semivocale și diftongi
Limba franceză are trei semivocale: /j/, /w/ și /ɥ/, corespunzătoare vocalelor /i/, /u/, respectiv /y/. Toate trei pot forma diftongi ascendenți, iar /j/ și diftongi descendenți. Exemple: bien [bjɛ̃] „bine” (cu diftong ascendent), évantail [e.vɑ̃.taj] „evantai” (cu diftong descendent) oui [wi] „da”, huit [ɥit] „opt”.
De multe ori, semivocalele alternează cu vocalele corespunzătoare: nie [ni] „neagă” ~ nier [nje] „a nega”, loue [lu] „închiriază” ~ louer [lwe] „a închiria”, tue [ty] „omoară” ~ tuer [tɥe] „a omorî”.
Semivocalele și vocalele corespunzătoare formează unele perechi minimale: si elle [si.ɛl] „dacă ea” – ciel [sjɛl] „cer”, pays [pɛ.i] „țară” – paye [pɛj] „plată”, abbaye [a.bɛ'i] „abație” – abeille [a.bɛj] „albină”, tu as [ty.a] „ai” – tua [tɥa] „omorî” (perfect simplu).

## Alternanțe fonetice
În procesele de conjugare și de derivare se observă multe alternanțe între sunete. Mai sus s-au văzut alternanțe vocală ~ semivocala corespunzătoare.
Cele mai multe alternanțe sunt vocalice, iar dintre acestea, cele mai frecvente sunt între perechile vocală semiînchisă ~ vocală semideschisă, determinate de caracterul accentuat sau neaccentuat, și de poziția în silabă deschisă sau închisă. Exemple:
- /e/ ~ /ɛ/: répéter [ʁe.pe'te] „a repeta” ~ répète [ʁe'pɛt] „repetă”, fiévreux [fje'vrø] „cu febră” ~ fièvre [fjɛːvʁ] „febră” – silabă neaccentuată deschisă ~ silabă accentuată închisă;
- /ø/ ~ /œ/: bœufs [bø] „boi” ~ bœuf [bœf] „bou” – silabă accentuată deschisă ~ silabă accentuată închisă;
- /o/ ~ /ɔ/: micro [mi'kro] ~ microphone [mi.krɔ'fɔn] „microfon” – silabă accentuată deschisă ~ silabă neaccentuată deschisă.

Altă alternanță frecventă este vocală scurtă ~ vocală lungă. Alungirea se produce în condițiile prezentate mai sus, în secțiunea Cantitatea vocalică. Exemple: dites [dit] „ziceți” ~ disent [diːz] „(ei/ele) zic”, faites [fɛt] „faceți” ~ faire [fɛːʁ] „a face”, œuvrer [œ'vre] „a lucra” ~ œuvre [œːvʁ] „operă, creație”, jeûner [ʒø'ne] „a posti” ~ jeûne [ʒøːn] „post”, saut [so] „săritură” ~ saute [soːt] „(el/ea) sare”.
Există și alternanțe vocală nazală ~ vocala orală corespunzătoare + consoană nazală: il tient [il'tjɛ̃] „el ține” ~ ils tiennent [il'tjɛn] „ei țin”, paysan [pɛjzɑ̃] „țăran” ~ paysanne [pɛj'zan] „țărancă”, chien [ʃjɛ̃] „câine” ~ chienne [ʃjɛn] „cățea”.
Între vocale total diferite există alternanțe la unele verbe, între forma de indicativ prezent și cea de perfect simplu: peut „poate” ~ put „putu”, sait „știe” ~ sut „știu”, prend „ia” ~ prit „luă”, met „pune” ~ mit „puse”. 
Alternanțele consonantice sunt mai puțin frecvente decât cele vocalice. Cele mai importante sunt consoanele în alternanță cu lipsa consoanei: il bat [il.bɑ] „el bate” ~ ils battent [il.bat] „ei bat”, il répond [il.ʁe.pɔ̃] „el răspunde” ~ ils répondent [il.re.pɔ̃d] „ei răspund”, il dort [il.dɔːʁ] „el doarme” ~ ils dorment [il.dɔʁm] „ei dorm”, étudiant [e.ty.djɑ̃] „student” ~ étudiante [e.ty.djɑ̃t] „studentă”, mis [mi] „pus” ~ mise [miːz] „pusă”.
Între două consoane diferite, alternanțele sunt mai rare. Există mai ales între /f/ și /v/: neuf [nœf] „nou” ~ neuve [nœv] „nouă”, sportif ~ sportive.

## Prozodie
Toate fenomenele prozodice (accentuarea, intonația, ritmul și debitul vorbirii) sunt strâns legate în franceză de noțiunea de grup ritmic.

### Grupul ritmic
Grupul ritmic este un grup de cuvinte având un singur accent principal, în franceză pe ultima silabă a grupului, și delimitat de o schimbare a nivelului intonației, precum și de o pauză minoră. Dacă grupul ritmic este format din cel puțin două cuvinte, unul dintre ele are sens lexical deplin, iar celălalt este un cuvânt gramatical. Accentul este în general pe cuvântul cu sens lexical deplin. Un exemplu de asemenea grup este le garçon „băiatul”, format din articol hotărât + un substantiv. Dar un grup ritmic cu un singur cuvânt cu sens lexical deplin poate conține mai multe cuvinte gramaticale. De exemplu, grupul que je te le donne „să ți-l dau”, este format dintr-o conjuncție, pronumele personal subiect, un pronume personal cu funcție de complement indirect, un pronume personal cu funcție de complement direct și un verb, accentul căzând pe vocala o a verbului.
Într-un grup ritmic pot fi și mai multe cuvinte cu sens lexical deplin. În exemplele următoare, numărul de asemenea cuvinte crește de la două la patru, dar accent este numai pe ultimul:
un petit enfant „un copil mic”
un petit enfant blond „un copil mic blond”
un petit enfant blond français „un copil mic blond francez”
Grupurile ritmice constituie de regulă unități sintactice, ca de exemplu:
- un determinant (articol, adjectiv posesiv, adjectiv demonstrativ) + un substantiv + atributul/atributele substantivului, care formează un grup nominal subiect sau complement direct – exemplele de mais sus;
- subiectul exprimat printr-un pronume personal formă neaccentuată + predicatul: il mange „el mănâncă”;
- predicatul singur, când subiectul este un grup nominal: Un petit enfant riait „Un copil mic râdea”;
- o prepoziție + un determinant + un substantiv ce formează un complement: après les cours „după cursuri”;
- o prepoziție + un verb la infinitiv ce formează subiectul: Il est interdit de fumer „Este interzis să se fumeze”;
- o prepoziție + un verb la infinitiv + o prepoziție + un substantiv (subiect + complement): Il est interdit de jouer au ballon „Este interzis jocul cu mingea”;
- o propoziție independentă într-o frază: Elle prend ses livres et elle s’en va „Își ia cărțile și pleacă” (două grupuri ritmice);
- o propoziție subordonată: Vous savez ce qui est arrivé ? „Știți ce s-a întâmplat?”

Un grup ritmic conține în general trei la șapte silabe, dar poate fi și mai scurt, chiar format dintr-un cuvânt monosilabic într-o enumerare, sau mai lung, dacă debitul vorbirii este relativ rapid.
Unitatea grupului ritmic este asigurată de câteva fenomene fonetice.

#### Înlănțuirea (enchaînement)
Înlănțuirea consonantică
În interiorul unui grup ritmic, când un cuvânt se termină în pronunțare cu o consoană (și atunci când cuvântul este izolat) și este urmat de un cuvânt care începe cu o vocală, cuvintele se înlănțuie prin trecerea consoanei în cuvântul următor, în calitate de inițială a primei silabe a acestuia. Prin urmare, avec eux „cu iei” se pronunță ca un singur cuvânt: [a.vɛ.kø] (punctele marchează sfârșitul silabelor). Regula este valabilă și când în scris consoana este urmată de un e mut: votre ami [vɔ.tʁa.mi] „prietenul vostru”. În general, consoana își păstrează toate trăsăturile. Doar /f/ se sonorizează în două asocieri cu elementele aproape sudate prin frecvența folosirii lor împreună: neuf ans [nœ.vɑ̃] „nouă ani” și neuf heures [nœ.vœːʁ] „ora nouă”.
Înlănțuirea vocalică
În interiorul unui cuvânt sau al unui grup ritmic, la contactul unei vocale finale de silabă și a vocalei inițiale a silabei următoare, adică în cazul unui hiat, nu există nici pauză, nici stop glotal. Exemple: aorte „aortă”, j’ai eu „am avut” (grup ritmic relativ scurt), j’ai eu un billet [ʒe⁀y⁀œ̃ bi.jɛ] „am obținut un bilet” (grup ritmic mai lung). Dacă vocalele în hiat sunt aceleași, ele nu devin o singură vocală lungă, ci se disting, deși sunt înlănțuite: Il va à Annecy [il.va⁀a⁀an.si] „Merge la Annecy”.

#### Elidarea
Elidarea constă în căderea unei vocale neaccentuate de la sfârșitul unui cuvânt urmat imediat de un cuvânt cu inițială vocalică. Acest fenomen privește cuvinte gramaticale, dintre care cele mai multe se termină în e, dar printre ele sunt și cuvinte care se termină în a sau în i. În scris, elidarea este marcată prin apostrof. Poate afecta următoarele cuvinte:
- articolele hotărâte le și la: l’arbre „arborele”, l’école „școala”, l’huile „uleiul” (cu h mut)[20];
- pronumele personale je (j’arrive „sosesc”), me (il m’a vu „m-a văzut”), te (il t’écoute „te ascultă”), se (ils s’admirent „ei se admiră”), le (elle l’aime „ea îl iubește”), la (il l’adore „el o adoră”), moi (donne-m’en ! „dă-mi!”), toi (sers-t’en ! „servește-te!”);
- pronumele demonstrativ ce: c’est bien „este bine”;
- cuvântul de negație ne: je n’ai rien „n-am nimic”;
- prepoziția de: la mère d’Antoine „mama lui Antoine”;
- cuvântul que în diversele sale funcții:
  - conjuncție: il dit qu’il viendra „spune că va veni”;
  - pronume interogativ: qu’avez-vous ? „ce aveți?”;
  - pronume relativ: le film qu’il a vu „filmul pe care l-a văzut”;
- cuvinte compuse cu que:
  - prepoziția jusque: jusqu’ici „până aici”;
  - conjuncția puisque: puisqu’il le sait „din moment ce o știe”;
  - conjuncția quoique: quoiqu’il soit malade „deși este bolnav”;
- conjuncția si, numai înaintea pronumelor personale il și ils: s’il(s) vien(nen)t „dacă vine/vin”.

Două cuvinte se elidează numai în câte un cuvânt compus din care fac parte: presqu’île „peninsulă” (literal „aproape insulă”) și quelqu’un „cineva”.
În unele cuvinte compuse se menține elidarea într-un cuvânt component, de exemplu în: aujourd’hui „astăzi” (literal „în ziua de azi”).
În registrul de limbă familiar este frecventă elidarea lui u din tu înaintea formei personale corespunzătoare a verbelor avoir „a avea” și être „a fi”: t’as raison „ai dreptate”, t’es content ? „ești mulțumit?”.

#### Legătura (liaison)
Multe cuvinte franceze au o consoană finală „latentă”, ea fiind pronunțată numai când urmează un cuvânt cu vocală inițială, în anumite cazuri. În general, această consoană a fost pronunțată în orice vecinătate fonetică într-o anumită perioadă a istoriei limbii și îi corespunde și astăzi o literă.
Uneori legătura se realizează prin consoana exact reprezentată în scris, alteori nu. Exemple cu aceleași consoane, când nu realizează legătura și când o realizează:
- -p → [p]: trop grand [tʁo gʁɑ̃] „prea mare” vs. trop aimable [tʁo.p‿ɛ.mabl] „foarte amabil”;
- -r → [ʁ]: premier fils [pʁə.mje fis] „prim fiu” vs. premier enfant [pʁə.mjɛ.ʁ‿ɑ̃.fɑ̃] „prim copil”;
- -n → [n]: mon frère [mɔ̃ fʁɛːʁ] „fratele meu” vs. mon ami [mɔ.n‿a.mi] „prietenul meu” (În general, vocalele nazale, reprezentate în scris prin vocală + n, se denazalizează, iar consoana de legătură este [n].);
- -t → [t]: pot de terre [po də tɛʁ] „oală de lut” vs. pot-au-feu [po.t‿o fø] „supă de carne (de vită)”;
- -d → [t]: grand roi [gʁɑ̃ ʁwa] „rege mare” vs. grand homme [gʁɑ̃.t‿ɔm] „om mare” (calificare morală);
- -s → [z]: les Français [le fʁɑ̃.sɛ] „francezii” vs. les Européens [le.z‿øʁopeɛ̃] „europenii”;
- -x → [z]: mieux manger [mjø mɑ̃.ʒe] „a mânca mai bine” vs. mieux être [mjø.z‿ɛ.tʁ] „mai bună stare”.

Unele legături sunt obligatorii, altele facultative, iar altele interzise.
Legăturile obligatorii sunt obligatorii în orice registru de limbă.
Între o parte de vorbire antepusă unui substantiv pe care îl determină și acesta, legătura este obligatorie:
- articol + substantiv: un ami [œ.n‿a.mi] „un prieten”, les enfants [le.z‿ɑ̃.fɑ̃] „copiii”;
- adjectiv demonstrativ + substantiv: ces écoles [se.z‿e.kɔl] „aceste școli”;
- adjectiv posesiv + substantiv: ton arbre [tɔ.n‿aʁ.bʁ] „pomul tău”;
- adjectiv nehotărât + substantiv: tout homme [tu.t‿ɔm] „orice om”;
- numeral + substantiv: deux ans [døː.z‿ɑ̃] „doi ani”;
- adjectiv calificativ + substantiv: un grand édifice [œ̃ gʁɑ̃.t‿e.di.fis] „o clădire mare”.

Între verb și pronumele personal formă neaccentuată cu funcție de subiect sau de complement al acelui verb, legătura este de asemenea obligatorie:
- pronume personal subiect + verb: nous écoutons [nu.z‿e.ku.tɔ̃] „ascultăm”;
- verb + pronume personal subiect: vient-il ? [vjɛ̃.t‿il] „el vine?”;
- pronume personal cu funcție de complement + verb: je les attends [ʒǝ.le.z‿a.tɑ̃] „îi/le aștept”;
- pronume adverbial + verb: j’en ai deux [ʒɑ.n‿edø] „am doi/două”;
- verb + pronume adverbial: allez-y ! [a.le.z‿i] „mergeți (acolo)!”.

Prin analogie cu legătura între verbele cu t final scris și pronumele personal subiect, între verbele cu vocalele finale [a] sau e scris nepronunțat și pronumele personal subiect se introduce un [t] de legătură, care se și scrie: donne-t-il ? [dɔn.til] „dă el?”, donnera-t-il ? „va da el?”. De asemenea, în cazul verbelor terminate în consoana scrisă, dar nepronunțată c: vainc-t-elle ? „învinge ea?”.
Alte cuvinte gramaticale (monosilabice) care se leagă de cuvântul următor:
- prepoziția en + substantiv formând un complement: en avion [ɑ‿na.vjɔ̃] „cu avionul”;
- conjuncția quand + pronume: quand elle parle [kɑ̃.t‿ɛl.parl] „când vorbește”;
- adverbul très + adjectiv: très intéressant [tʁɛ.z‿ɛ̃.te.rɛ.sɑ̃] „foarte interesant”.

Legătura mai este obligatorie și în unele cuvinte compuse și grupuri echivalente cu cuvinte compuse: les États-Unis [le.z‿e.ta.z‿y.ni] „Statele Unite”, de temps en temps [də.tɑ̃.z‿ɑ̃.tɑ̃] „din când în când”.
Legăturile facultative sunt cu atât mai numeroase, cu cât registrul de limbă este mai elevat. Cazuri dintre cele mai frecvente:
- între verbul copulativ être „a fi” și numele predicativ: c’est impossible [sɛ.t‿ɛ̃.pɔ.sibl] „e imposibil”, ils sont incroyables [il.sɔ̃.t‿ɛ̃.krwa.jabl];
- la formele verbale temporale compuse, între verbele auxiliare avoir „a avea” sau être și forma de participiu trecut a verbului cu sens lexical: ils/elles ont aimé [ɔ̃.t‿e.me] „au iubit, le-a plăcut”, nous sommes arrivés [sɔm.z‿a.ʁi.ve] „(noi) am sosit”;
- între o prepoziție și cuvântul următor, mai frecvent dacă prepoziția este monosilabică (dans un salon [dɑ̃.z‿œ̃.sa.lɔ̃] „într-un salon”), mai puțin frecvent dacă prepoziția este polisilabică: après une heure [a.prɛ.z‿y.nœːʁ] „după o oră”;
- între un adverb și un adjectiv sau alt adverb: assez intéressant [a.se.z‿ɛ̃.te.ʁe.sɑ̃] „destul de interesant”, pas encore [pa.z‿ɑ̃kɔːʁ] „încă nu”;
- între un verb și complementul său: ils vont à Paris [il.vɔ̃.t‿a.pa.ri] „(ei) merg la Paris”;
- între un substantiv la plural și atributul său adjectival postpus: les pays arabes [le pɛi.z‿a.rab] „țările arabe”.

Legături interzise, adică incorecte în limba standard și chiar în registrul familiar, sunt:
- după orice substantiv la singular: j’ai le pied // enflé „am piciorul umflat”;
- între grupul nominal subiect și predicat: les enfants // écoutent „copiii ascultă”;
- între două grupuri nominale: des enfants // avec des adultes „copii cu adulți”;
- după pronumele personal subiect postpus predicatului: ont-ils // accepté ? „au acceptat?”;
- după pronumele și adverbele interogative: lesquels // ont accepté ? „care au acceptat”, comment // on fait ? „cum se face?”
- după participiul trecut component al timpurilor compuse: j’ai écrit // une lettre „am scris o scrisoare”;
- după conjuncția et „și”: et // alors „și atunci”;
- înaintea conjuncției ou „sau”: du pain // ou du fromage „pâine sau brânză”;
- înaintea unui h aspirat[22]: les // héros „eroii”;
- în unele grupuri de cuvinte echivalente cu cuvinte compuse: nez // à nez „nas în nas”, riz // au lait „orez în lapte”.

### Accentuarea

#### Accentul final
În franceză, accentul principal nu este un accent de cuvânt, ci de grup ritmic, dat fiind că există doar unul, pe ultima silabă a grupului. Este deci accent de cuvânt numai dacă un singur cuvânt formează un grup ritmic. De regulă pot fi accentuate cuvintele cu sens lexical deplin. Cuvintele gramaticale în general nu pot fi accentuate. Astfel sunt articolele, adjectivele demonstrative, adjectivele posesive, prepozițiile, conjuncțiile, pronumele relative simple, unele pronume personale și unele adverbe.
Accentul final poate totuși cădea pe unele pronume când acestea sunt plasate după verbul cu care sunt asociate, în general dacă vocala lor este alta decât /ə/. Cazuri frecvente:
- Se accentuează pronumele personale cu funcție de subiect la forma interogativă cu inversiune a predicatului la formele simple (adică fără verb auxiliar): comprends-tu ? „înțelegi?” (accentul pe tu), viendrez-vous ? „veți veni?”. Nu intră în această categorie pronumele je „eu”, al cărui /ə/ cade în această situație: ai-je raison ? „am dreptate?”.
- Se accentuează și pronumele complemente, atunci când predicatul este la imperativ afirmativ: prends-la ! „ia-o!”, écrivez-nous ! „scrieți-ne!”, allez-y ! „mergeți acolo!”, manges-en ! „mănâncă (din aceasta)!”. Aici intră și pronumele le „îl”, la care vocala de regulă pronunțată /ə/ devine /ø/: bois-le ! „bea-l!”.

Principalele caracteristici ale accentului principal în franceză sunt:
- Fiind fix, accentul principal nu are valoare funcțională, adică nu se diferențiază sensul cuvintelor numai prin locul său.
- Poate fi accentuată orice vocală, în afară de /ə/.
- Silaba pe care cade accentul principal se caracterizează prin proeminența sa față de celelalte silabe din grupul ritmic, proeminență ce are o natură variabilă[23], de aceea acest accent nu se poate defini în general ca fiind nici tonic, nici de intensitate, nici de durată, dar se poate numi accent final[24]. Vocala accentuată se poate manifesta printr-o durată mai mare (în medie de două ori) [25], o înălțime diferită (mai mare sau mai mică) și o intensitate ceva mai mare decât a vocalelor neaccentuate. Comparativ cu cel din alte limbi, de exemplu cele germanice, intensitatea accentului principal (final) francez este neglijabilă[25]. Parametrii cei mai frecvenți sunt primii doi, dar uneori există o combinație de parametri (durată + înălțime, durată + intensitate etc.)[26].

Accentele finale segmentează vorbirea în grupuri ritmice care constituie unități de sens. Aceeași secvență segmentată diferit în grupuri ritmice poate avea sensuri diferite. De exemplu, secvența [sø ki sav lœ(ː)ʁ sufləʁɔ̃] poate fi segmentată diferit în două grupuri ritmice: (Silabele cu accent final care delimitează grupurile ritmice sunt în aldine.):
- Ceux qui savent | leur souffleront „Cei care știu le vor sufla”;
- Ceux qui savent l’heure | souffleront „Cei care știu cât e ceasul vor sufla”[27].

Un singur grup ritmic sau mai multe pot forma un grup de suflu (adică emis cu o singură expirație), delimitat de un accent final mai proeminent decât al grupului ritmic, și de o pauză majoră. Exemplu de frază care poate fi segmentată în patru grupuri ritmice într-un singur grup de suflu (Pauzele minore sunt marcate cu o bară verticală, cea majoră cu două bare verticale.): Oui | j’l’ai vu | avec sa sœur | à cinq heures || „Da, l-am văzut cu soră-sa la ora cinci”.

#### Accentul inițial
Alt tip de accent este accentul inițial. Este numit și de insistență, emfatic, afectiv sau expresiv. Se manifestă prin aceiași parametri ca accentul final, dar fiecare mai puternic decât în cazul acestuia. Există două situații în care poate exista un asemenea accent.
Denumirea cea mai potrivită este cea de accent afectiv când accentul inițial exprimă un sentiment. În cazul unor cuvinte polisilabice, în care coexistă cu cel final, cel afectiv este pe prima sau a doua silabă. Acest accent se manifestă nu numai la nivelul vocalei. Astfel:
- La cuvintele cu vocală inițială se produce un stop glotal înaintea ei: Idiot ! [ˌʔi'djo] „Idiotule!”
- La cuvintele cu consoană inițială se produce și alungirea consoanei: Formidable ! [ˌfːɔʁ.mi'dabl] „Formidabil!” Dacă cuvântul începe cu o vocală și este precedat de un cuvânt cu care se face legătura, se alungește consoana de legătură, dat fiind că aceasta devine inițiala primei silabe a cuvântului cu accent afectiv: C’est inutile ! [sɛˌtːi.ny'til] „Este inutil!”

Uneori, accentul inițial se folosește pentru a sugera opoziția cu un alt cuvânt, adică este de insistență. În acest caz poate cădea pe orice silabă, inclusiv pe cuvinte gramaticale care nu primesc niciodată accent final. De exemplu, în propoziția Mettez vos livres sur votre chaise „Puneți-vă cărțile pe scaun”, accentul obișnuit care cade pe cuvântul chaise poate fi dublat de un accent de insistență, pentru a sugera, de exemplu, ca destinatarii comunicării să nu-și pună cărțile pe masă. Dar poate fi accentuată emfatic și prepoziția sous dacă se sugerează, de exemplu, să nu fie puse cărțile pe scaun.

### Intonația
Intonația este componenta principală a melodiei frazei, pe lângă eventualele variații de înălțime ale vocalelor accentuate. Parametrii intonației sunt direcția variației de înălțime (urcătoare, coborâtoare), caracterul mai mult sau mai puțin brusc al variației de înălțime, curba melodică (concavă sau convexă) și nivelul (corespunzător în muzică registrului). Acesta poate fi, în mod obișnuit, grav, mediu, înalt și acut. Franceza standard are o intonație relativ monotonă față de cea a majorității varietăților regionale ale limbii, din cauza liniei melodice a silabelor neaccentuate.
Pe baza dialogului de mai jos,
| – Si ces œufs étaient frais, j’en prendrais. Qui les vend ? C’est bien toi, ma jolie ? – Évidemment, Monsieur ! – Allons donc ! Prouve-le-moi ! | – Dacă ouăle astea ar fi proaspete, aș lua. Cine le vinde? Tu, drăguță? – Evident, domnule! – Nu mai spune! Dovedește-mi! |

Pierre Delattre distinge zece intonații de bază în franceză (Nivelurile sunt notate cu 1, 2, 3 și 4, dar nu sunt redate curbele melodice.):
| 4 |        |      |
| 3 |        | œufs |
| 2 | Si ces |      |
| 1 |        |      |

| 4 |   |        | frais, |
| 3 |   | taient |        |
| 2 | é |        |        |
| 1 |   |        |        |

| 4 |           |        |
| 3 |           |        |
| 2 | j’en pren |        |
| 1 |           | drais. |

| 4 | Qui |     |        |
| 3 |     |     |        |
| 2 |     | les |        |
| 1 |     |     | vend ? |

| 4 |       |      | toi, |
| 3 |       | bien |      |
| 2 | C’est |      |      |
| 1 |       |      |      |

| 4 | ma jolie ? |
| 3 |            |
| 2 |            |
| 1 |            |

| 4 |   |    | demment, |
| 3 |   | vi |          |
| 2 | É |    |          |
| 1 |   |    |          |

| 4 |            |
| 3 |            |
| 2 |            |
| 1 | Monsieur ! |

| 4 | A |       |        |
| 3 |   | llons |        |
| 2 |   |       |        |
| 1 |   |       | donc ! |

| 4 | Prouve- |     |       |
| 3 |         |     |       |
| 2 |         | le- |       |
| 1 |         |     | moi ! |

Trei dintre aceste tipuri de intonație sunt fundamentale:
- asertivă – coborâtoare într-un enunț scurt (nr. 3, numită de Delattre „finalitate”);
- interogativă – urcătoare într-o întrebare totală (la care se răspunde prin „da” sau „nu”) (nr. 5);
- imperativă – brusc coborâtoare (nr. 10).

În realitate, intonația este foarte variată. Pe lângă cele trei funcții de mai sus, mai are și altele.
- Din punct de vedere sintactic în sens larg, distinge tema (informație cunoscută de destinatarul comunicării) de remă (informație nouă), în general prima fiind pe locul întâi și exprimată pe un nivel mai înalt.
- Delimitează unitățile sintactice mari ale frazei, indicând printr-un nivel mai înalt că aceasta va continua (nr. 1 și nr. 2 la Delattre), inclusiv în cazul elementelor unei enumerări.
- Delimitează propoziția principală de subordonatele atributive și circumstanțiale, prin finala pe un nivel mai înalt a principalei.
- Exprimă diverse sentimente și intenții de comunicare: mânie, indignare, mirare, bucurie, rugăminte etc. (nr. 9).
- Sugerează ceva ce nu se exprimă direct. De exemplu, o propoziție ca Je n’ai pas encore terminé „Încă n-am terminat” poate implica prin intonație: „Lăsați-mă să vorbesc”, „Din păcate n-am reușit să termin”, „Crezi că e ușor?”, „Mă tem că mai am mult de lucru”, „E mai greu decât credeam”, „Durează cât durează, așteptați!” etc.[36]

### Ritmul și debitul
Ritmul vorbirii este dat de accentuare, pauze, debitul vorbirii etc., cel francez fiind caracterizat de alternarea aproximativ regulată a silabelor accentuate și neaccentuate, precum și a grupurilor ritmice, care tind să aibă un număr nici prea mic, nici prea mare de silabe, aproximativ între trei și șapte. Cele mai frecvente sunt grupurile de trei și patru silabe:
- Primul tip determină ritmul ternar: Vous avez | certainement | répondu | qu’il viendrait | en voiture „Ați răspuns desigur că va veni cu mașina”.
- Al doilea dă ritmul cuaternar: Vous avez dit | qu’il arriverait | mardi matin „Ați spus că va sosi marți dimineața”.

În afară de acestea mai sunt multe alte combinații posibile, de exemplu:
- 4 | 2 | 4: Dépêchez-vous | d’écrire, | je vous attends „Grăbiți-vă cu scrisul, aștept după voi”;
- 2 | 3 | 4: Il dit | qu’il viendra | un peu plus tard „Spune că va veni puțin mai târziu”.

Debitul vorbirii variază în funcție de mulți factori. La adultul francofon se situează, la citirea cu voce tare, între 4,2 silabe/secundă (citire lentă) și 6,8 silabe/secundă (citire rapidă), dar este mai rapid decât acest maxim, de exemplu la un vorbitor furios, și mai lent decât acest minim, de exemplu la un vorbitor trist.